# Eczacıbaşı Spor Kulübü 2021-2022 (pallavolo femminile)
Questa voce raccoglie le informazioni riguardanti l'Eczacıbaşı Spor Kulübü nelle competizioni ufficiali della stagione 2021-2022.

## Stagione
L'Eczacıbaşı Spor Kulübü utilizza la denominazione sponsorizzata Eczacıbaşı Dynavit nella stagione 2021-22.
Chiude la regular season di Sultanlar Ligi al secondo posto, accedendo ai play-off scudetto, dove viene eliminato in semifinale dal Fenerbahçe; partecipa così alla finale per il terzo posto, sconfiggendo il Türk Hava Yolları. Nelle altre competizioni domestiche raggiunge le semifinali in Coppa di Turchia, eliminato ancora dal Fenerbahçe, e disputa la Supercoppa turca, sconfitto dal VakıfBank.
In ambito internazionale è impegnato in Coppa CEV, aggiudicandosi per la terza volta nella propria storia il torneo.

## Organigramma societario
Area direttiva
- Presidente: Faruk Eczacıbaşı

Area tecnica
- Allenatore: Ferhat Akbaş
- Allenatore in seconda: Przemysław Kawka
- Assistente allenatore: Kaan İncekara
- Scoutman: Halil Demirkan

## Rosa
| N° | Nome             | Ruolo | Data di nascita   | Nazionalità sportiva |
| -- | ---------------- | ----- | ----------------- | -------------------- |
| 2  | Simge Aköz       | L     | 23 aprile 1991    | Turchia              |
| 3  | Tijana Bošković  | O     | 8 marzo 1997      | Serbia               |
| 4  | Beyza Arıcı      | C     | 27 luglio 1995    | Turchia              |
| 5  | Merve Atlıer     | C     | 31 marzo 2000     | Turchia              |
| 6  | Saliha Şahin     | S     | 5 novembre 1998   | Turchia              |
| 7  | Hande Baladın    | S     | 1º settembre 1997 | Turchia              |
| 8  | Yasemin Güveli   | C     | 5 gennaio 1999    | Turchia              |
| 9  | Jordan Thompson  | O     | 5 maggio 1997     | Stati Uniti          |
| 10 | Maja Ognjenović  | P     | 6 agosto 1984     | Serbia               |
| 11 | Zeynep Palabıyık | L     | 17 aprile 2004    | Turchia              |
| 12 | Elif Şahin       | P     | 19 gennaio 2001   | Turchia              |
| 13 | McKenzie Adams   | S     | 13 febbraio 1992  | Stati Uniti          |
| 14 | Gözde Yılmaz     | O     | 9 settembre 1991  | Turchia              |
| 15 | Laura Heyrman    | C     | 17 maggio 1993    | Belgio               |
| 16 | Dilay Özdemir    | P     | 15 agosto 2005    | Turchia              |
| 17 | Fatma Yıldırım   | S     | 3 gennaio 1990    | Turchia              |
| 18 | Selin Uygur      | C     | 18 agosto 1992    | Turchia              |

## Statistiche

### Statistiche di squadra
| Competizione     | Punti | In casa | In casa | In casa | In trasferta | In trasferta | In trasferta | Totale | Totale | Totale |
| Competizione     | Punti | G       | V       | P       | G            | V            | P            | G      | V      | P      |
| ---------------- | ----- | ------- | ------- | ------- | ------------ | ------------ | ------------ | ------ | ------ | ------ |
| Sultanlar Ligi   | 66    | 15      | 13      | 2       | 15           | 11           | 4            | 30     | 24     | 6      |
| Coppa di Turchia | 6     | 1       | 1       | 0       | 0            | 0            | 0            | 5      | 3      | 2      |
| Supercoppa turca | -     | -       | -       | -       | -            | -            | -            | 1      | 0      | 1      |
| Coppa CEV        | -     | 5       | 4       | 1       | 5            | 5            | 0            | 10     | 9      | 1      |
| Totale           | -     | 21      | 18      | 3       | 20           | 16           | 4            | 46     | 36     | 10     |

G = partite giocate; V = partite vinte; P = partite perse

### Statistiche dei giocatori
| Giocatore     | Campionato | Campionato | Campionato | Campionato | Campionato | Coppa di Turchia | Coppa di Turchia | Coppa di Turchia | Coppa di Turchia | Coppa di Turchia | Supercoppa turca | Supercoppa turca | Supercoppa turca | Supercoppa turca | Supercoppa turca | Coppa CEV | Coppa CEV | Coppa CEV | Coppa CEV | Coppa CEV | Totale | Totale | Totale | Totale | Totale |
| Giocatore     | P          | PT         | AV         | MV         | BV         | P                | PT               | AV               | MV               | BV               | P                | PT               | AV               | MV               | BV               | P         | PT        | AV        | MV        | BV        | P      | PT     | AV     | MV     | BV     |
| ------------- | ---------- | ---------- | ---------- | ---------- | ---------- | ---------------- | ---------------- | ---------------- | ---------------- | ---------------- | ---------------- | ---------------- | ---------------- | ---------------- | ---------------- | --------- | --------- | --------- | --------- | --------- | ------ | ------ | ------ | ------ | ------ |
| M. Adams      | 19         | 150        | 119        | 17         | 14         | 4                | 25               | 18               | 6                | 1                | 1                | 4                | 4                | 0                | 0                | 9         | 94        | 69        | 17        | 8         | 33     | 273    | 210    | 40     | 23     |
| S. Aköz       | 26         | 1          | 1          | 0          | 0          | 5                | 0                | 0                | 0                | 0                | 1                | 0                | 0                | 0                | 0                | 7         | 0         | 0         | 0         | 0         | 39     | 1      | 1      | 0      | 0      |
| B. Arıcı      | 28         | 206        | 124        | 67         | 15         | 5                | 37               | 21               | 4                | 2                | 1                | 6                | 5                | 1                | 0                | 9         | 51        | 31        | 16        | 4         | 43     | 300    | 181    | 88     | 21     |
| M. Atlıer     | 15         | 47         | 27         | 12         | 8          | 4                | 22               | 14               | 7                | 1                | 1                | 2                | 2                | 0                | 0                | 7         | 27        | 13        | 12        | 2         | 27     | 98     | 56     | 31     | 11     |
| H. Baladın    | 27         | 232        | 192        | 22         | 18         | 4                | 39               | 36               | 3                | 0                | 1                | 8                | 8                | 0                | 0                | 7         | 62        | 47        | 10        | 5         | 39     | 341    | 283    | 35     | 23     |
| T. Bošković   | 24         | 483        | 428        | 37         | 18         | 4                | 55               | 44               | 8                | 3                | 1                | 14               | 12               | 2                | 0                | 8         | 170       | 134       | 21        | 15        | 37     | 722    | 618    | 68     | 36     |
| Y. Güveli     | 0          | 0          | 0          | 0          | 0          | 1                | 4                | 1                | 2                | 1                | 0                | 0                | 0                | 0                | 0                | -         | -         | -         | -         | -         | 1      | 4      | 1      | 2      | 1      |
| L. Heyrman    | 26         | 226        | 173        | 43         | 10         | 4                | 27               | 21               | 5                | 1                | 1                | 5                | 4                | 1                | 0                | 9         | 69        | 60        | 7         | 2         | 40     | 327    | 258    | 56     | 13     |
| M. Ognjenović | 22         | 56         | 32         | 15         | 9          | 4                | 6                | 3                | 2                | 1                | 1                | 3                | 1                | 2                | 0                | 8         | 21        | 10        | 5         | 7         | 35     | 86     | 46     | 24     | 17     |
| D. Özdemir    | 4          | 2          | 0          | 0          | 2          | 1                | 0                | 0                | 0                | 0                | -                | -                | -                | -                | -                | 1         | 0         | 0         | 0         | 0         | 6      | 2      | 0      | 0      | 2      |
| Z. Palabıyık  | 12         | 0          | 0          | 0          | 0          | 2                | 0                | 0                | 0                | 0                | 0                | 0                | 0                | 0                | 0                | 6         | 0         | 0         | 0         | 0         | 20     | 0      | 0      | 0      | 0      |
| E. Şahin      | 21         | 41         | 29         | 6          | 6          | 4                | 10               | 6                | 1                | 3                | 1                | 0                | 0                | 0                | 0                | 7         | 14        | 7         | 2         | 5         | 33     | 65     | 42     | 9      | 14     |
| S. Şahin      | 28         | 177        | 143        | 21         | 13         | 4                | 8                | 6                | 1                | 1                | 1                | 0                | 0                | 0                | 0                | 7         | 31        | 28        | 1         | 2         | 40     | 216    | 177    | 23     | 16     |
| J. Thompson   | 3          | 29         | 24         | 2          | 3          | 1                | 18               | 16               | 2                | 0                | 0                | 0                | 0                | 0                | 0                | 1         | 9         | 5         | 2         | 2         | 5      | 56     | 45     | 6      | 5      |
| S. Uygur      | 6          | 19         | 14         | 3          | 2          | 3                | 10               | 8                | 1                | 1                | -                | -                | -                | -                | -                | 2         | 6         | 5         | 1         | 0         | 11     | 35     | 27     | 5      | 3      |
| F. Yıldırım   | 23         | 19         | 15         | 1          | 3          | 5                | 16               | 15               | 0                | 1                | 1                | 0                | 0                | 0                | 0                | 7         | 4         | 4         | 0         | 0         | 36     | 39     | 34     | 1      | 4      |
| G. Yılmaz     | 18         | 71         | 57         | 7          | 7          | 2                | 0                | 0                | 0                | 0                | -                | -                | -                | -                | -                | 6         | 15        | 11        | 1         | 3         | 26     | 86     | 68     | 8      | 10     |

P = presenze; PT = punti totali; AV = attacchi vincenti; MV = muri vincenti; BV = battute vincenti